# Oryzorictes hova
Espèce
Statut de conservation UICN

 LC  : Préoccupation mineure
Oryzorictes hova, le tenrec taupe des marais, est une espèce de mammifères insectivores de la famille des Tenrecidae. Ce tenrec est endémique de Madagascar.
Synonyme : Oryzorictes talpoides G. Grandidier & Petit, 1930

## Description
Comme tous les individus du genre Oryzorictes, ils mesurent environ entre 10 et 12,5 cm de long pour une masse comprise entre 28 et 40 g. Comme d'autres insectivores semi-fouisseurs ils ont des pattes avant bien développées, pourvues de griffes ainsi que des petits yeux et de petites oreilles. Ils ont un pelage généralement brun-roux, bicolore selon qu'il s'agit du dos ou du ventre mais certaines populations de cette espèce sont albinos.
Oryzorictes hova a cinq doigts aux membres antérieurs, ce qui le distingue de Oryzorictes tetradactylus qui a, comme son nom l'indique, seulement quatre doigts.
La queue est aussi sensiblement plus longue chez Oryzorictes hova mais des variations individuelles existent, rendant ce seul critère insuffisant pour différencier les espèces.